# Catherine Cantin
Catherine Cantin (født 1957) er en fløjtenist, der har studeret hos blandt andre Jean-Pierre Rampal ved Conservatoire de Paris, hvor hun vandt førsteprisen i fløjtekonkurrencen. Som 19-årig fik Cantin pladsen som første solofløjtenist ved Pariseroperaen. I 1987 var Cantin blandt juryen til Jean-Pierre Rampal Fløjtekonkurrencen. Olivier Messiaens Concert à quatre blev dedikeret til hende og tre andre musikere som tilsammen uropførte værket i 1994.
Hendes repertoire spænder vidt fra barok (på træfløjte) til nutidig musik på flere medlemmer af familien. Hun har indspillet meget musik og underviser desuden – blandt andet ved det fransk-tjekkiske musikakademi i Telč.